# Бекешчаба
Бекешчаба (на унгарски: Békéscsaba) е град в Югоизточна Унгария, административен център на област Бекеш. Бекешчаба е с население от 59 357 жители (по приблизителна оценка за януари 2018 г.) и площ от 193,94 км². В Бекешчаба се провежда ежегодно един от най-посещаваните в Унгария бирени фестивали.

## Побратимени градове
- Беюш (Румъния)
- Микели (Финландия)
- Ужгород (Украйна)
- Зренянин (Сърбия)